# 訶達羅支
诃达罗支国（梵文：Jaguda），唐朝西域国名。《隋书》作漕国，《大唐西域记》作漕矩吒，《新唐书》、《往五天竺国传》作谢䫻、漕矩、社护罗萨他那等。汉学家沙畹、伯希和及历史学家岑仲勉都认为，此国即阿拉伯文献中的札布里斯坦（Zunbils）。
诃达罗支国都城在鹤悉那城（今阿富汗喀布尔南加兹尼）。《大唐西域记》等作鹤悉那城、伏宝瑟颠城。唐高宗龙朔元年（661年），唐朝在诃达罗支设置条支都督府，是安西都护府所属羁縻都督府之一。武后时诃达罗支改为谢风日。府治鹤悉那城，领条支州（今阿富汗扎布尔省贾尔达克）、细柳州（今阿富汗加兹尼省加兹尼）、虞泉州（今阿富汗扎布尔省沙赫焦伊）、犁蕲州（今阿富汗赫尔曼德省格里什克）、崦嵫州（今阿富汗乌鲁兹甘省乌鲁兹甘）、巨雀州（今阿富汗坎大哈省斯平布尔达克）、遗州（今阿富汗赫尔曼德省海拉巴德）、西海州（今阿富汗加兹尼省阿丁赫勒）、镇西州（今阿富汗赫尔曼德省布斯特堡）、乾陀州（今阿富汗坎大哈省坎大哈）十州。8世纪中期，诃达罗支国被阿拉伯帝国占领，唐朝废条支都督府。